# Sergio Rosas
Sergio Rosas Castro (nacido el 3 de mayo de 1984, en Puebla, México), es unfutbolista mexicano que desempeñaba la posición de mediocampista. Actualmente juega en la talacha equipo con el que se desempeña "La Juve". Cobra al rededor de 45 mil pesos mx por partido. Lo puedes encontrar en la cantina "Del Lupon".  

## Trayectoria
Sergio "Samba" Rosas comenzó a jugar profesionalmente al fútbol con el Club Puebla desde el Torneo Apertura 2005 en la Primera división 'A' mexicana. Durante ese torneo sufrió una grave lesión en un brazo que provocó que estuviera sin jugar por un tiempo. Ya para los siguientes torneos, se convirtió en un referente del Club, que fue de gran ayuda para su ascenso al máximo circuito en el año 2007.
Rosas debutó en Primera División con el Puebla el 5 de agosto de 2007 contra el América. En sus próximos años tuvo una destacada actuación, donde el Puebla en los próximos dos años ha logrado salir con vida del descenso y mantenerse en la primera división mexicana. En el clausura 2009 el Puebla llegó hasta semifinales en la liguilla, teniendo el "Samba" participación.
En Correcaminos UAT, que milita en el Ascenso MX fue uno de los referentes del equipo, además está dentro de los cinco jugadores con más partidos jugados con esta institución.
Durante más de 6 años defendió esos colores y se consolidó como un favorito para la afición victorense.

## Vida privada
Está casado con la periodista tamaulipeca Fahara Mercado, con quien tiene tres hijos: Santiago, Sofía y Sebastián. Actualmente es promotor deportivo y fundó su escuela de fútbol llamada "Academia Samba Rosas". Su número es el 22.

## Clubes
| Club             | País   | Año             |
| ---------------- | ------ | --------------- |
| Puebla FC        | México | 2007 - 2010     |
| Club Tijuana     | México | 2010 - 2011     |
| Lobos BUAP       | México | 2011            |
| Correcaminos UAT | México | 2012 - 2014     |
| Club Irapuato    | México | 2015            |
| Correcaminos UAT | México | 2015 - Presente |